# Mortes em maio de 2024
Mortes em 2024: ← Janeiro – Fevereiro – Março – Abril – Maio – Junho – Julho – Agosto – Setembro – Outubro – Novembro – Dezembro →
Esta é uma relação de pessoas notáveis que morreram durante o mês de maio de 2024, listando nome, nacionalidade, ocupação e ano de nascimento.

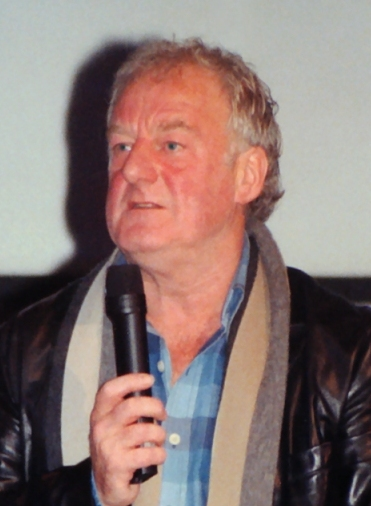
Bernard Hill, ator britânico.

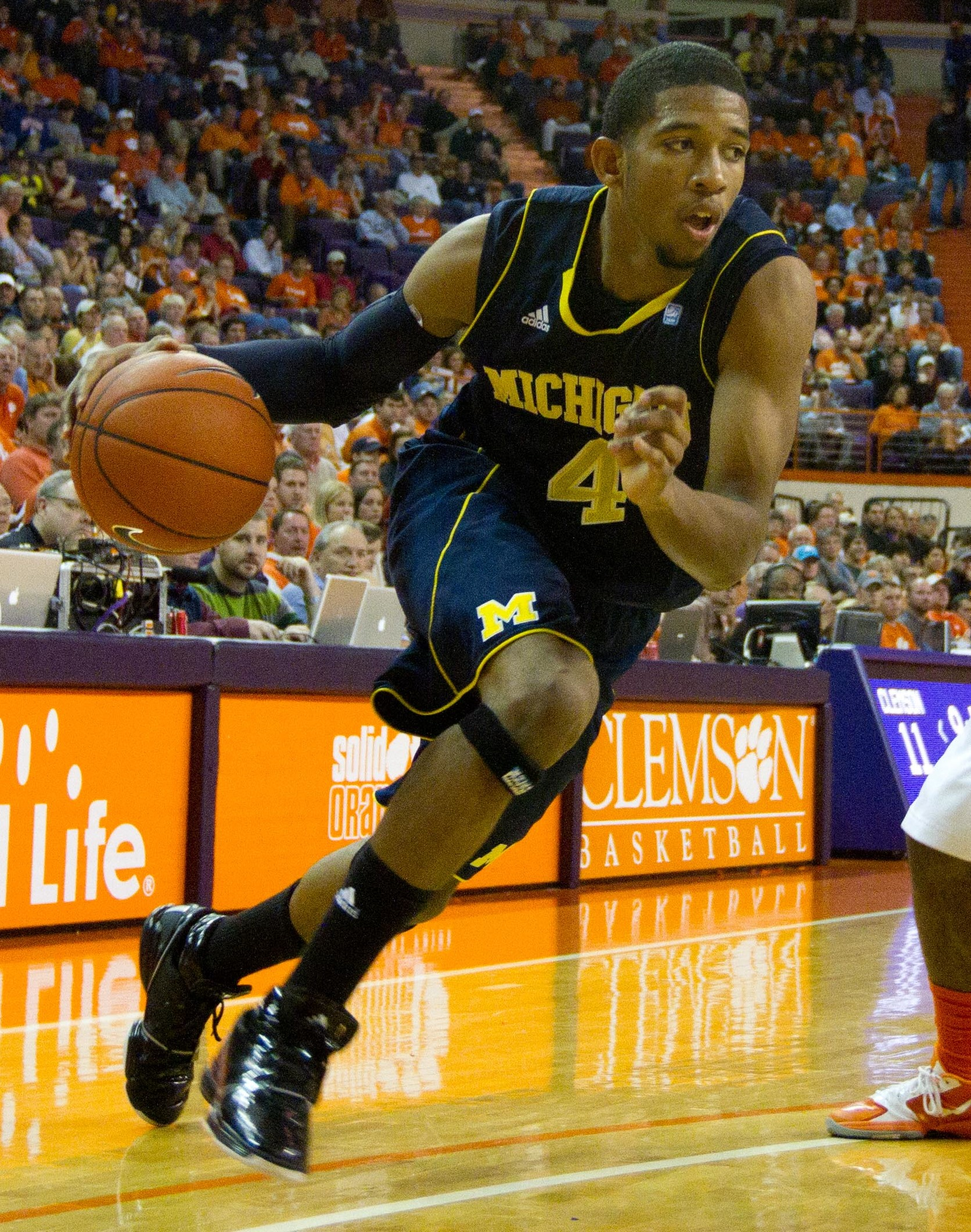
Darius Morris, basquetebolista estadunidense.

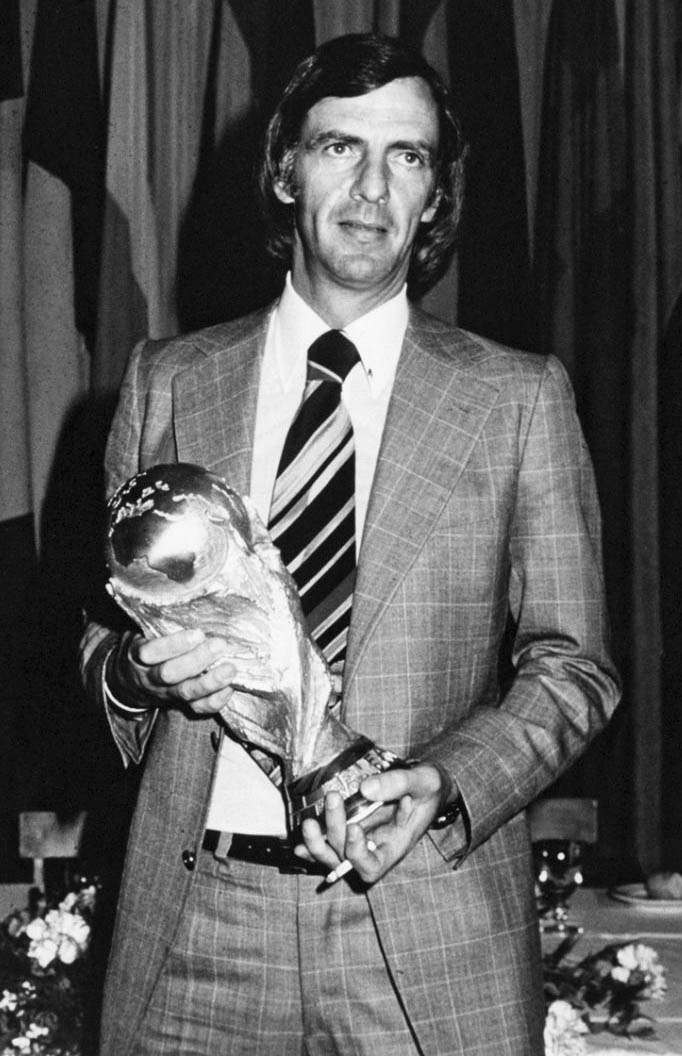
César Luis Menotti, treinador de futebol argentino.

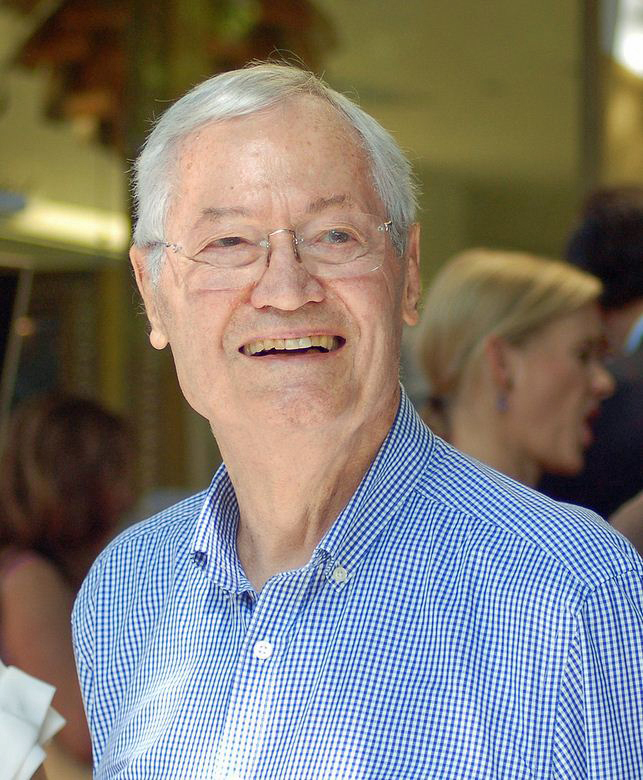
Roger Corman, cineasta e produtor cinematográfico estadunidense.

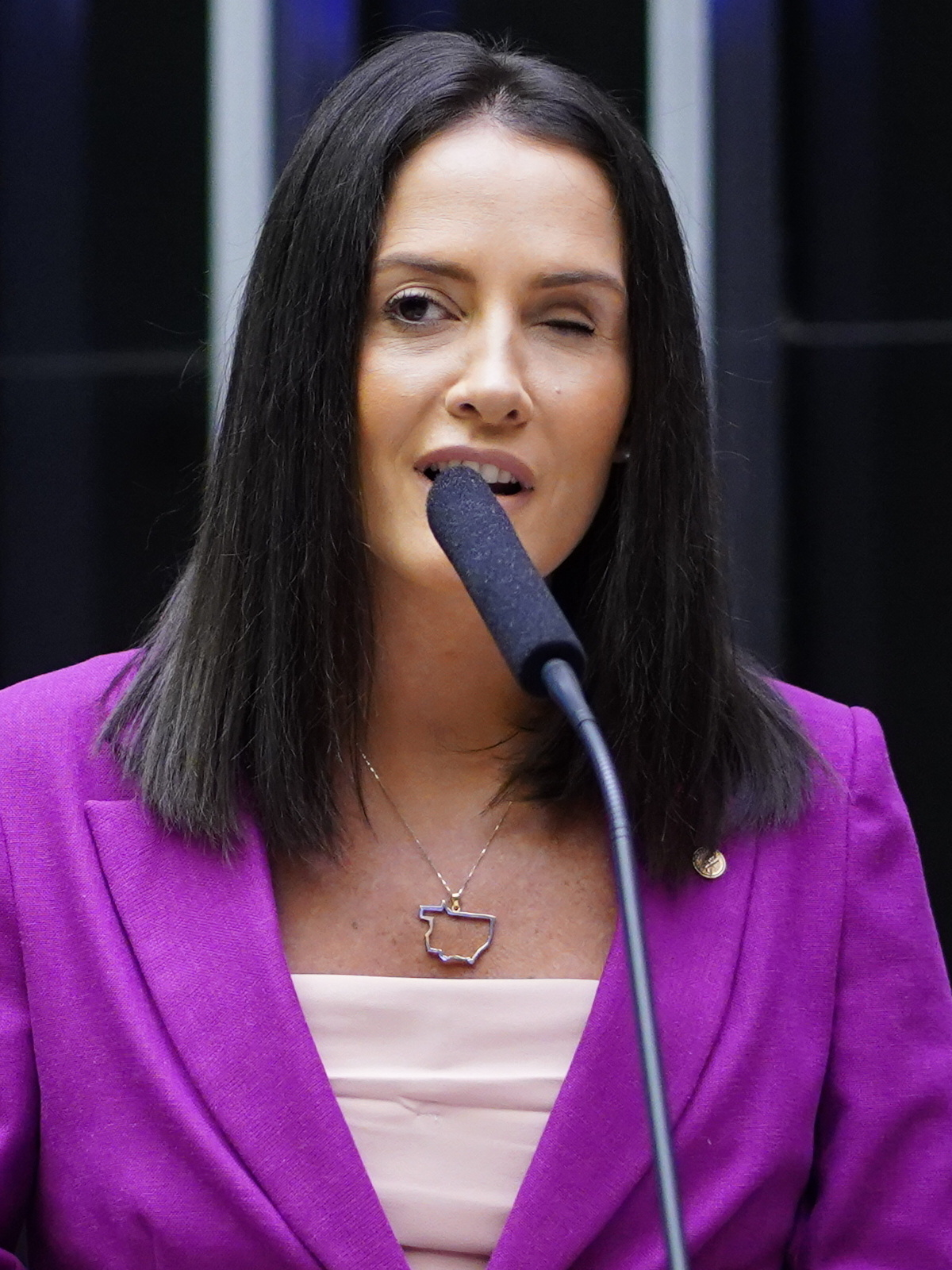
Amália Barros, jornalista e política brasileira.

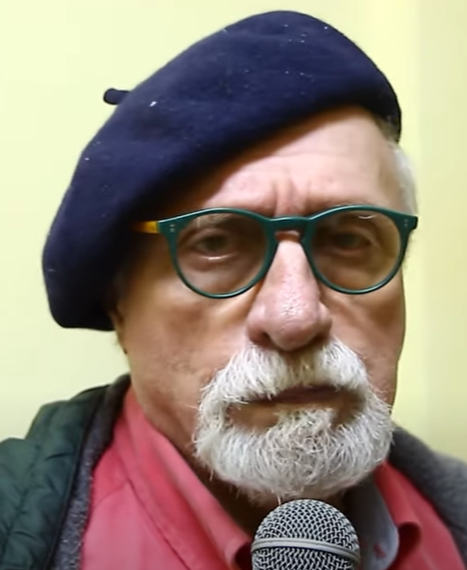
Paulo César Pereio, ator brasileiro.

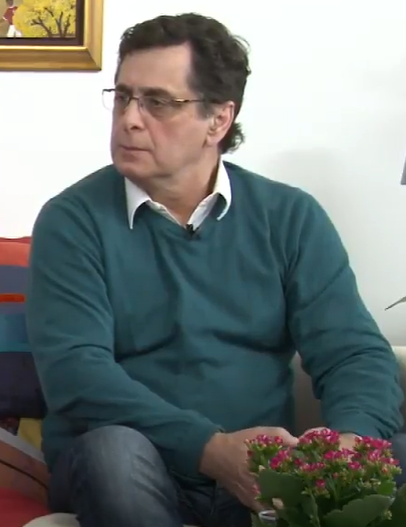
Antero Greco, jornalista esportivo brasileiro.

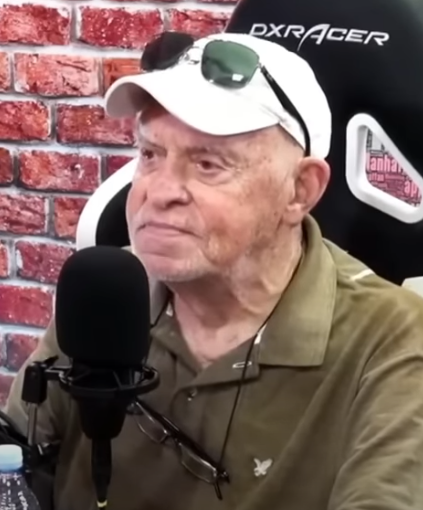
Silvio Luiz, narrador esportivo brasileiro.

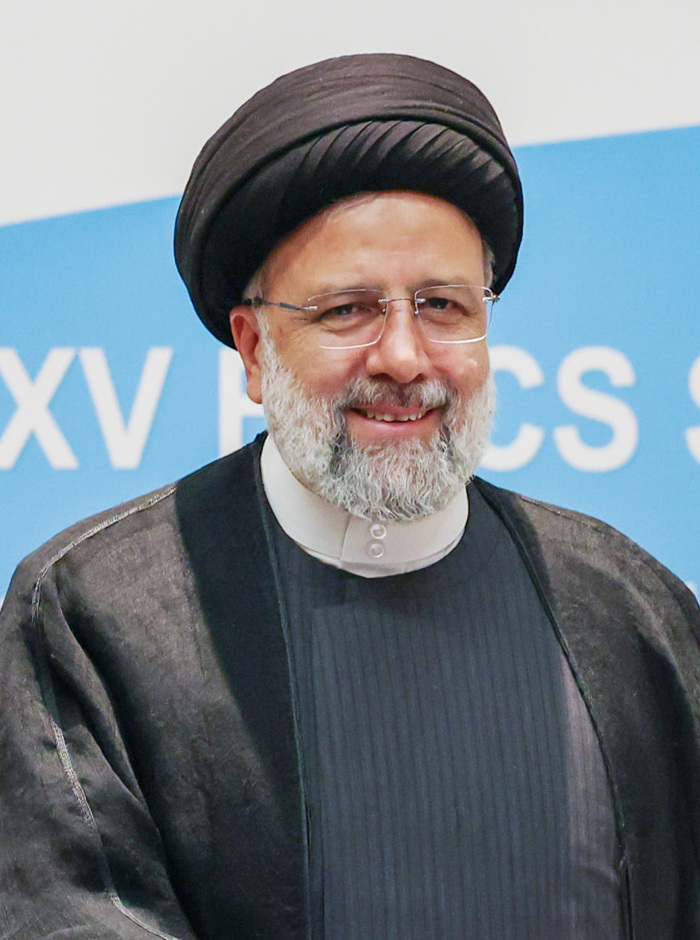
Ebrahim Raisi, político iraniano.

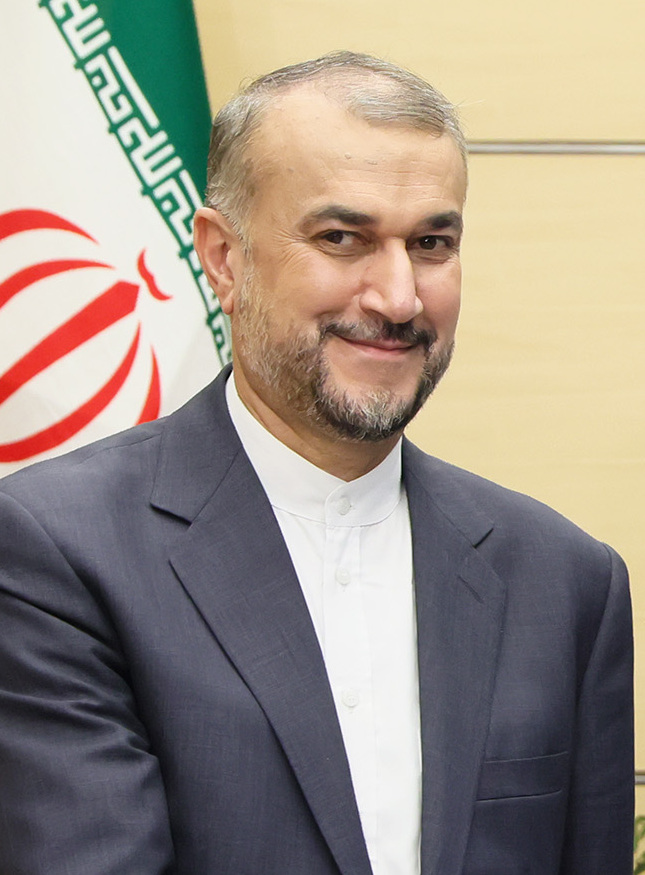
Hossein Amir-Abdollahian, político e diplomata iraniano.

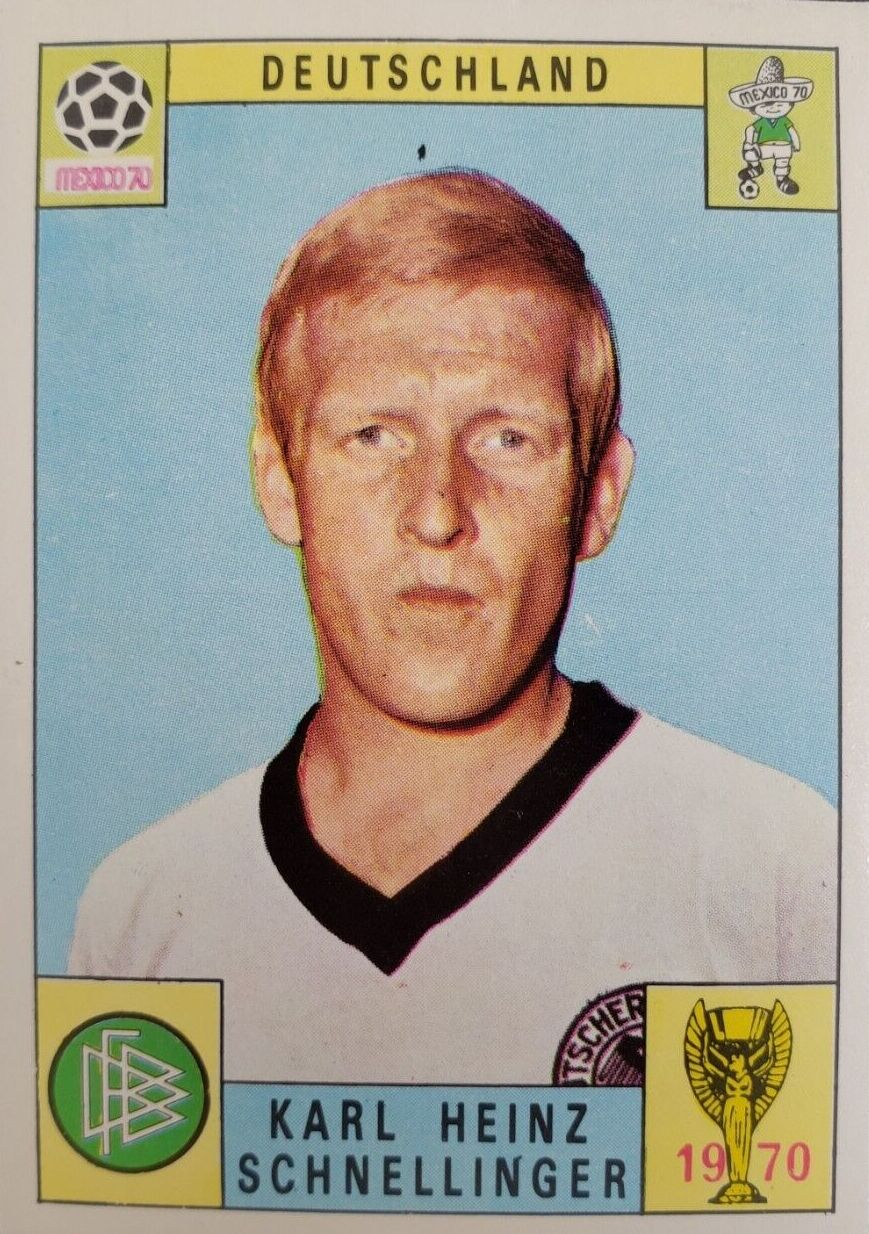
Karl-Heinz Schnellinger, futebolista alemão.

| Dia | Nome                       | Profissão ou motivo de reconhecimento | Nacionalidade                  | Nasc. | Ref    |
| --- | -------------------------- | ------------------------------------- | ------------------------------ | ----- | ------ |
| 1   | Terry Medwin               | Futebolista                           | Reino Unido                    | 1932  | [ 1 ]  |
| 1   | Danilo Dončić              | Futebolista                           | Sérvia/ Iugoslávia             | 1969  | [ 2 ]  |
| 1   | Richard Tandy              | Músico                                | Reino Unido                    | 1948  | [ 3 ]  |
| 1   | Erik Jayme                 | Jurista                               | Alemanha                       | 1934  | [ 4 ]  |
| 2   | Peter Oosterhuis           | Golfista                              | Reino Unido                    | 1948  | [ 5 ]  |
| 2   | Sjoukje Dijkstra           | Patinadora artística                  | Países Baixos                  | 1942  | [ 6 ]  |
| 2   | Adolpho Lindenberg         | Engenheiro                            | Brasil                         | 1924  | [ 7 ]  |
| 2   | David Konstan              | Classicista e professor               | Estados Unidos                 | 1940  | [ 8 ]  |
| 3   | Terezinha Rêgo             | Pesquisadora                          | Brasil                         | 1933  | [ 9 ]  |
| 4   | Ignacio Bayón              | Político                              | Espanha                        | 1944  | [ 10 ] |
| 4   | Frank Stella               | Artista plástico                      | Estados Unidos                 | 1936  | [ 11 ] |
| 4   | Dagoberto Fontes           | Futebolista                           | Uruguai                        | 1945  | [ 12 ] |
| 4   | Darius Morris              | Basquetebolista                       | Estados Unidos                 | 1991  | [ 13 ] |
| 5   | Bernard Hill               | Ator                                  | Reino Unido                    | 1944  | [ 14 ] |
| 5   | César Luis Menotti         | Treinador de futebol                  | Argentina                      | 1938  | [ 15 ] |
| 6   | Glorinha Beuttenmüller     | Fonoaudióloga                         | Brasil                         | 1925  | [ 16 ] |
| 6   | Kyōgoku Takaharu           | Sacerdote xintoísta e empresário      | Japão                          | 1938  | [ 17 ] |
| 6   | Dona Cabeluda              | Proxeneta                             | Brasil                         | 1944  | [ 18 ] |
| 7   | Joan Rigol                 | Político                              | Espanha                        | 1943  | [ 19 ] |
| 7   | Steve Albini               | Músico e produtor musical             | Estados Unidos                 | 1962  | [ 20 ] |
| 7   | Antonio Mentor             | Político                              | Brasil                         | 1950  | [ 21 ] |
| 7   | Kim Ki-nam                 | Político                              | Coreia do Norte                | 1929  | [ 22 ] |
| 8   | Ramón Fonseca Mora         | Advogado e escritor                   | Panamá                         | 1952  | [ 23 ] |
| 8   | Saudade Braga              | Médica e política                     | Brasil                         | 1948  | [ 24 ] |
| 8   | Art Jimmerson              | Pugilista e lutador de MMA            | Estados Unidos                 | 1963  | [ 25 ] |
| 9   | Dennis Thompson            | Baterista                             | Estados Unidos                 | 1948  | [ 26 ] |
| 9   | Roger Corman               | Cineasta e produtor cinematográfico   | Estados Unidos                 | 1926  | [ 27 ] |
| 10  | James Harris Simons        | Matemático                            | Estados Unidos                 | 1938  | [ 28 ] |
| 10  | Fernando Emílio            | Jornalista                            | Portugal                       | 1946  | [ 29 ] |
| 12  | Amália Barros              | Jornalista e política                 | Brasil                         | 1985  | [ 30 ] |
| 12  | Paulo César Pereio         | Ator                                  | Brasil                         | 1940  | [ 31 ] |
| 12  | David Sanborn              | Saxofonista                           | Estados Unidos                 | 1945  | [ 32 ] |
| 13  | Cyril Wecht                | Patologista forense                   | Estados Unidos                 | 1931  | [ 33 ] |
| 13  | Alice Munro                | Escritora                             | Canadá                         | 1931  | [ 34 ] |
| 14  | Fabián Cancelarich         | Futebolista                           | Argentina                      | 1965  | [ 35 ] |
| 14  | Gudrun Ure                 | Atriz                                 | Reino Unido                    | 1926  | [ 36 ] |
| 15  | Washington Rodrigues       | Jornalista esportivo                  | Brasil                         | 1936  | [ 37 ] |
| 16  | Antero Greco               | Jornalista esportivo                  | Brasil                         | 1954  | [ 38 ] |
| 16  | Silvio Luiz                | Narrador esportivo                    | Brasil                         | 1934  | [ 39 ] |
| 16  | Casimiro de Brito          | Poeta                                 | Portugal                       | 1938  | [ 40 ] |
| 16  | Péricles Prade             | Jurista e escritor                    | Brasil                         | 1942  | [ 41 ] |
| 16  | Dabney Coleman             | Ator                                  | Estados Unidos                 | 1932  | [ 42 ] |
| 16  | Verónica Toussaint         | Apresentadora e atriz                 | México                         | 1976  | [ 43 ] |
| 17  | Gordon Bell                | Engenheiro da computação              | Estados Unidos                 | 1934  | [ 44 ] |
| 18  | Yael Dayan                 | Escritora, política e ativista        | Israel                         | 1939  | [ 45 ] |
| 18  | Ivan Mráz                  | Futebolista                           | Eslováquia/ Tchecoslováquia    | 1941  | [ 46 ] |
| 18  | Toni Venturi               | Cineasta                              | Brasil                         | 1955  | [ 47 ] |
| 18  | Geane Herrera              | Lutador                               | Colômbia/ Estados Unidos       | 1990  | [ 48 ] |
| 18  | Frank Ifield               | Músico                                | Austrália                      | 1937  | [ 49 ] |
| 18  | José Flávio Sombra Saraiva | Professor                             | Brasil                         | 1960  | [ 50 ] |
| 19  | Aloísio Teixeira Garcia    | Político e professor                  | Brasil                         | 1944  | [ 51 ] |
| 19  | Ebrahim Raisi              | Político                              | Irão                           | 1960  | [ 52 ] |
| 19  | Hossein Amir-Abdollahian   | Político e diplomata                  | Irão                           | 1964  | [ 52 ] |
| 19  | Malek Rahmati              | Político                              | Irão                           | 1982  | [ 52 ] |
| 19  | Christian Malanga          | Político e empresário                 | República Democrática do Congo | 1983  | [ 53 ] |
| 20  | Karl-Heinz Schnellinger    | Futebolista                           | Alemanha                       | 1939  | [ 54 ] |
| 21  | Jan A. P. Kaczmarek        | Compositor                            | Polónia                        | 1953  | [ 55 ] |
| 21  | Eliseu Neto                | Ativista                              | Brasil                         | 1978  | [ 56 ] |
| 21  | Dona Cadu                  | Ceramista                             | Brasil                         | 1920  | [ 57 ] |
| 22  | David Wilkie               | Nadador                               | Reino Unido                    | 1954  | [ 58 ] |
| 22  | Roberto Valadão            | Político                              | Brasil                         | 1938  | [ 59 ] |
| 22  | Othon Valentim             | Futebolista                           | Brasil                         | 1944  | [ 60 ] |
| 22  | Darryl Hickman             | Ator                                  | Estados Unidos                 | 1931  | [ 61 ] |
| 23  | Morgan Spurlock            | Documentarista e roteirista           | Estados Unidos                 | 1970  | [ 62 ] |
| 24  | Doug Ingle                 | Cantor, tecladista e compositor       | Estados Unidos                 | 1945  | [ 63 ] |
| 24  | Dave Walker                | Automobilista                         | Austrália                      | 1941  | [ 64 ] |
| 25  | Richard M. Sherman         | Compositor                            | Estados Unidos                 | 1928  | [ 65 ] |
| 25  | Grayson Murray             | Golfista                              | Estados Unidos                 | 1993  | [ 66 ] |
| 27  | Sylvio de Barros           | Piloto e empresário                   | Brasil                         | 1967  | [ 67 ] |
| 27  | Otoni de Paula Pai         | Político                              | Brasil                         | 1953  | [ 68 ] |
| 27  | Ștefan Birtalan            | Handebolista                          | Roménia                        | 1948  | [ 69 ] |
| 27  | Bill Walton                | Basquetebolista                       | Estados Unidos                 | 1952  | [ 70 ] |
| 27  | Armando Araújo             | Músico                                | Brasil                         | 1950  | [ 71 ] |
| 28  | Arthur Bisneto             | Político                              | Brasil                         | 1979  | [ 72 ] |
| 28  | Butch Johnson              | Arqueiro                              | Estados Unidos                 | 1955  | [ 73 ] |
| 29  | Margot Benacerraf          | Cineasta                              | Venezuela                      | 1926  | [ 74 ] |
| 29  | Santana Castilho           | Professor                             | Portugal                       | 1944  | [ 75 ] |
| 29  | Jac Venza                  | Produtor                              | Estados Unidos                 | 1926  | [ 76 ] |
| 29  | Quayum Karzai              | Político e empresário                 | Afeganistão                    | 1947  | [ 77 ] |
| 29  | John Burnside              | Escritor e poeta                      | Reino Unido                    | 1955  | [ 78 ] |
| 30  | Trevor Edwards             | Futebolista                           | Reino Unido                    | 1937  | [ 79 ] |
| 30  | Geneviève de Galard        | Enfermeira                            | França                         | 1925  | [ 80 ] |
| 30  | Kelvin Edward Felix        | Prelado                               | Dominica                       | 1933  | [ 81 ] |
| 30  | Kalev Kallo                | Político                              | Estónia                        | 1948  | [ 82 ] |
| 31  | Kátya Tompos               | Cantora e atriz                       | Hungria                        | 1983  | [ 83 ] |
| 31  | Yuka Motohashi             | Atriz                                 | Japão                          | 1978  | [ 84 ] |
| 31  | Amaral                     | Futebolista                           | Brasil                         | 1955  | [ 85 ] |
| 31  | Robert Pickton             | Serial killer                         | Canadá                         | 1949  | [ 86 ] |
| 31  | Martin Starger             | Empresário                            | Estados Unidos                 | 1932  | [ 87 ] |